# 비상 탈출구

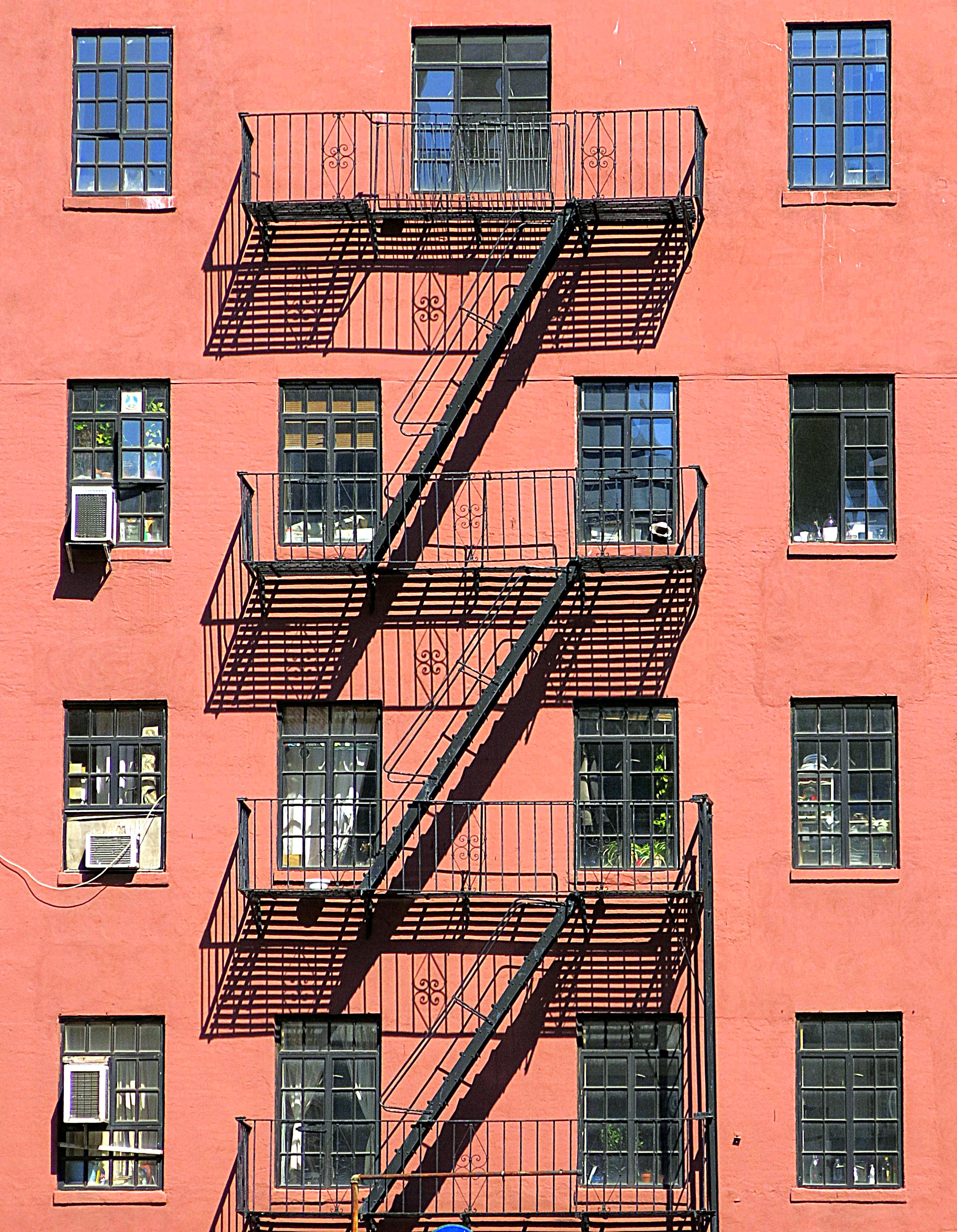
그리니치빌리지의 비상 탈출구

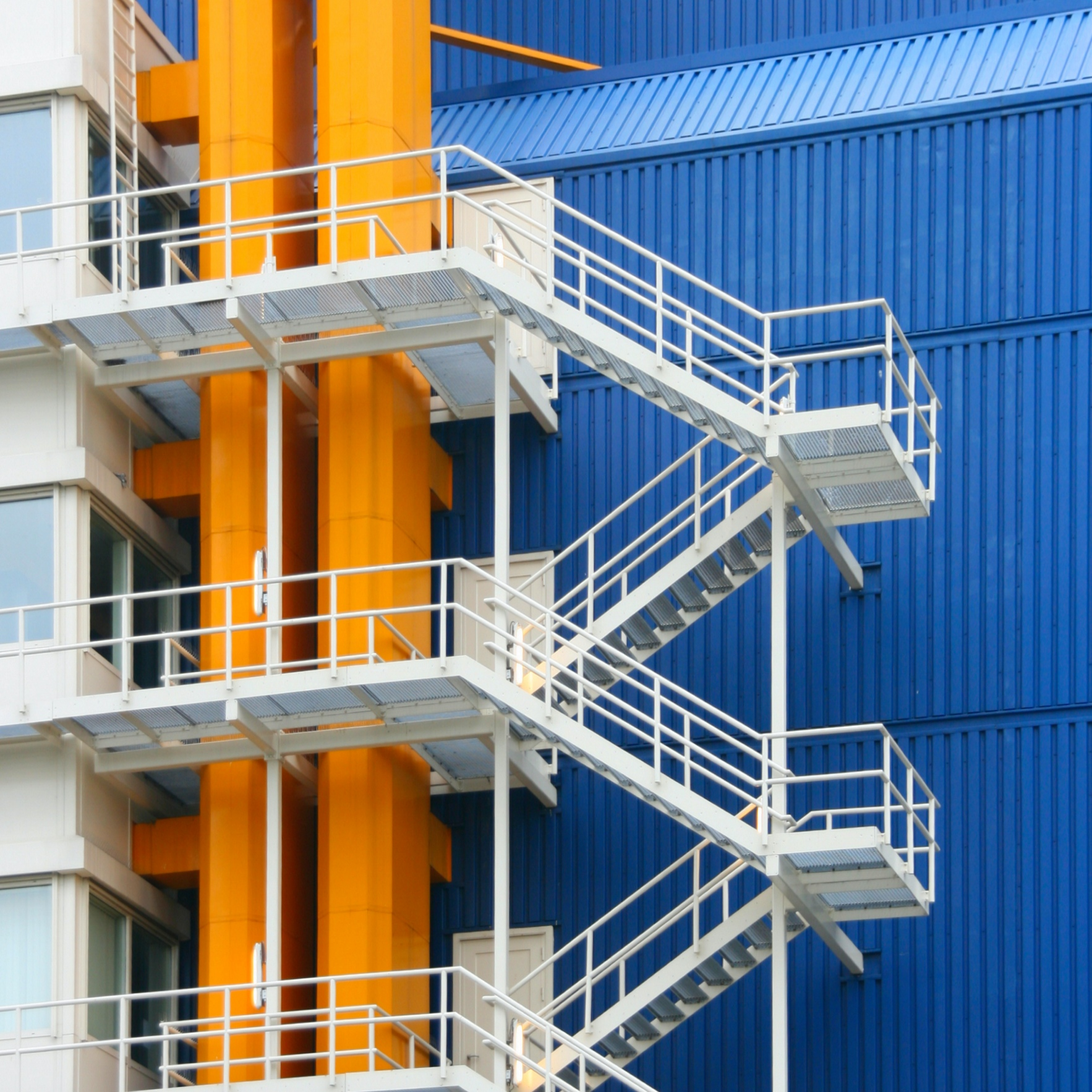
로테르담의 공공건물 비상 탈출구

비상 탈출구, 파이어 이스케이프(fire escape), 비상계단, 비상사다리는 특별한 종류의 비상구로, 일반적으로 건축물 외부에 설치된 계단이나 사다리 형태를 띠고 있으며, 간혹 건물 내부에 있지만 주 영역과는 분리되어 있다. 이는 불 또는 건물 내부의 계단을 이용할 수 없게 만드는 다른 비상 상황 발생 시 탈출 수단을 제공한다. 비상 탈출구는 아파트와 같은 다층 주거 건물에서 가장 흔하게 볼 수 있다.
비상 탈출구는 1700년대 후반과 1800년대에 개발되었다. 1800년대와 1900년대에는 도시 지역의 모든 신축 건물에서 화재 안전의 매우 중요한 측면이었다. 그러나 1960년대 이후에는 신축 건물에서 일반적으로 사용되지 않게 되었다(일부 오래된 건물에서는 여전히 사용되었지만). 이는 화재 감지기를 통합한 개선된 건축 법규, 통신 기능과 소방 사다리차의 도달 범위를 향상시킨 기술적으로 진보된 소방 장비, 그리고 더 중요하게는 화재 스프링클러 때문이다. 국제 건축 법규 및 기타 권위 있는 기관들은 15층 미만의 다층 건물에 화재 스프링클러를 포함시켰으며, 이는 마천루에만 국한되지 않는다.

## 설명

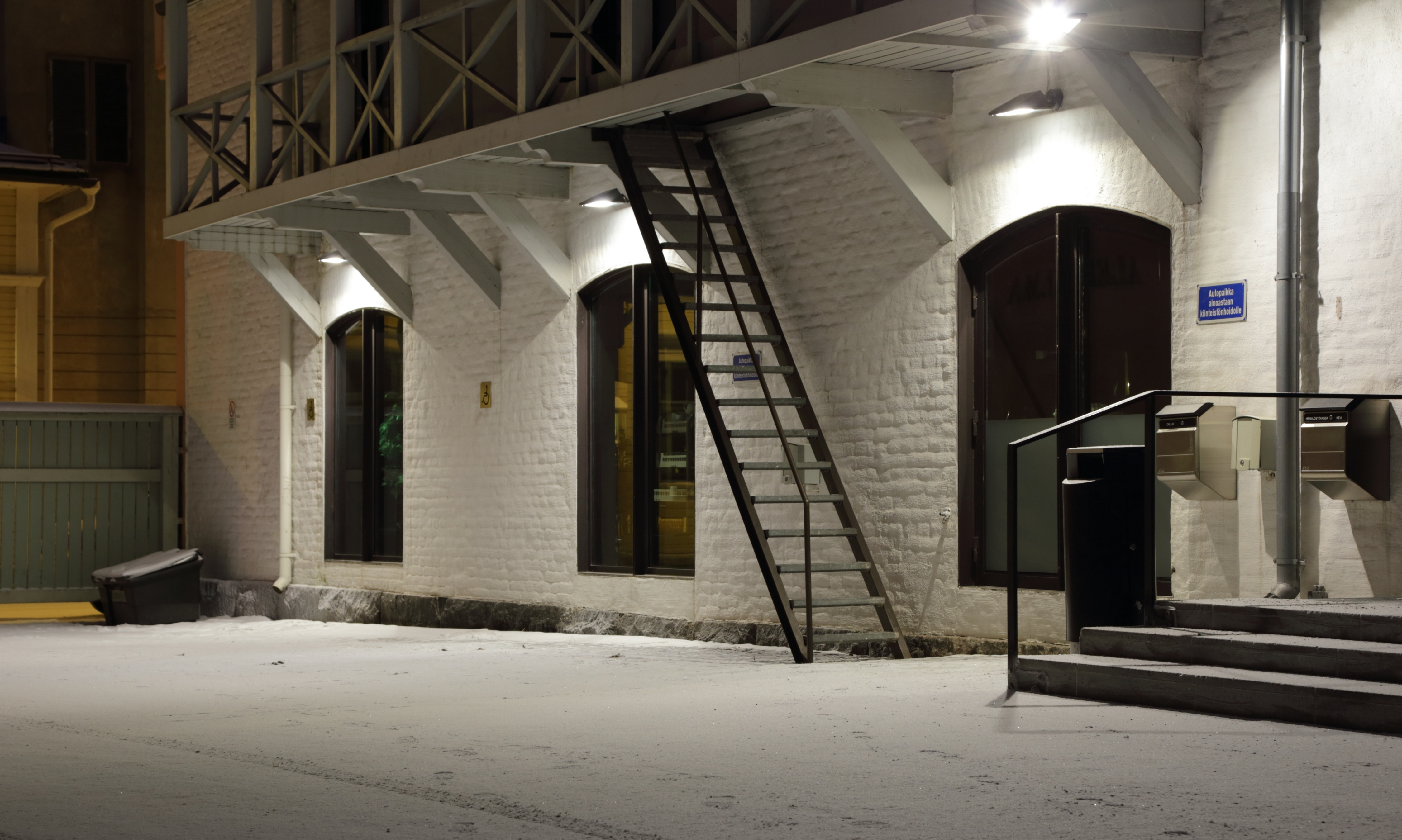
오울루의 비상 탈출구

비상 탈출구는 건물 각 층에 하나씩 있는 여러 개의 수평 플랫폼과 이들을 연결하는 사다리 또는 계단으로 구성된다. 플랫폼과 계단은 일반적으로 얼음, 눈, 낙엽이 쌓이는 것을 방지하기 위해 열린 강철 격자로 되어 있다. 난간은 보통 각 층에 설치되지만, 비상 탈출구는 비상시에만 사용하도록 설계되었기 때문에 이 난간은 다른 맥락의 난간과 동일한 기준을 충족할 필요가 없는 경우가 많다. 비상 탈출구의 가장 낮은 층에서 지상으로 연결되는 사다리는 고정될 수도 있지만, 스프링이 장착된 경첩을 이용해 아래로 흔들리거나 트랙을 따라 미끄러져 내려오는 경우가 더 흔하다. 이동식 설계는 거주자들이 화재 발생 시 안전하게 지상에 도달할 수 있도록 하지만, 다른 시간에는 (예: 강도나 기물 파손을 목적으로) 사람들이 지상에서 비상 탈출구로 접근하는 것을 방지한다.

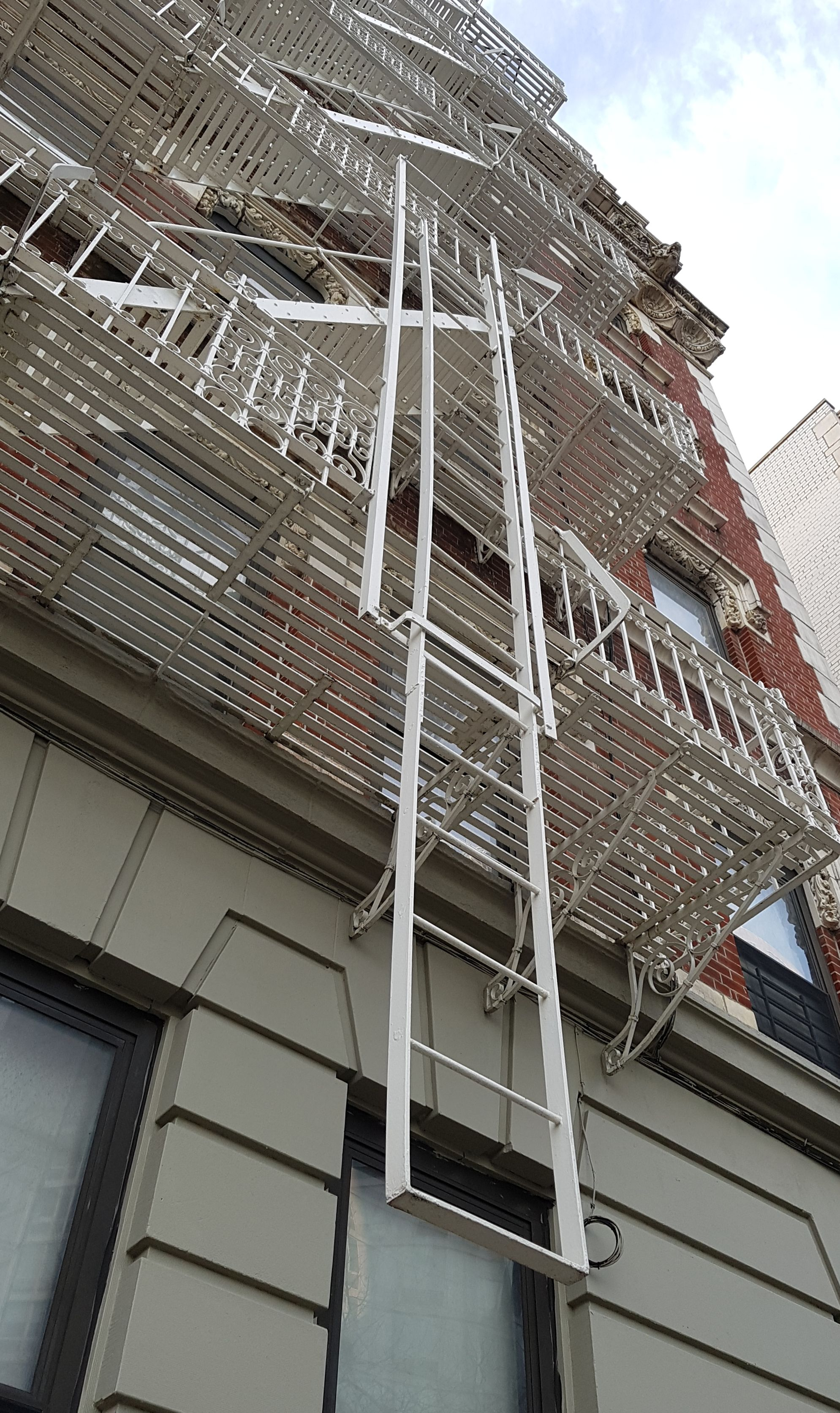
뉴욕시의 비상 탈출구 하단부 사진은 미끄러져 내려오는 비상 탈출구의 하단부를 보여준다.

건물 내부에서 비상 탈출구로 나가는 출구는 비상 방화문으로 제공될 수 있지만, 대부분의 경우 유일한 출구는 창문을 통해서이다. 문이 있는 경우, 비상 탈출구의 다른 용도를 막고 무단 침입을 방지하기 위해 종종 화재 경보 장치가 설치된다. 많은 비상 탈출구가 전자 화재 경보기가 나오기 전에 지어졌기 때문에 오래된 건물의 비상 탈출구에는 종종 이러한 목적을 위해 경보기를 개조해야 했다.
1900년대 초에 개발된 또 다른 형태의 급속 탈출 비상 탈출구는 높은 건물 창문 밖에 큰 깔때기 아래 매달려 있는 긴 캔버스 튜브였다. 화재를 피해 탈출하는 사람은 튜브 내부를 미끄러져 내려가며 팔과 다리로 튜브 벽을 밀어 하강 속도를 조절할 수 있었다. 이 탈출 튜브는 창문에서 빠르게 펼쳐져 거리 수준까지 늘어뜨릴 수 있었지만, 건물 내부에 보관하기에는 크고 부피가 컸다.
현대적인 유형의 대피 미끄럼틀은 수직 나선형 비상 탈출 슈트로, 건물 및 기타 구조물에서 대피할 수 있는 또 다른 수단이다.

## 역사

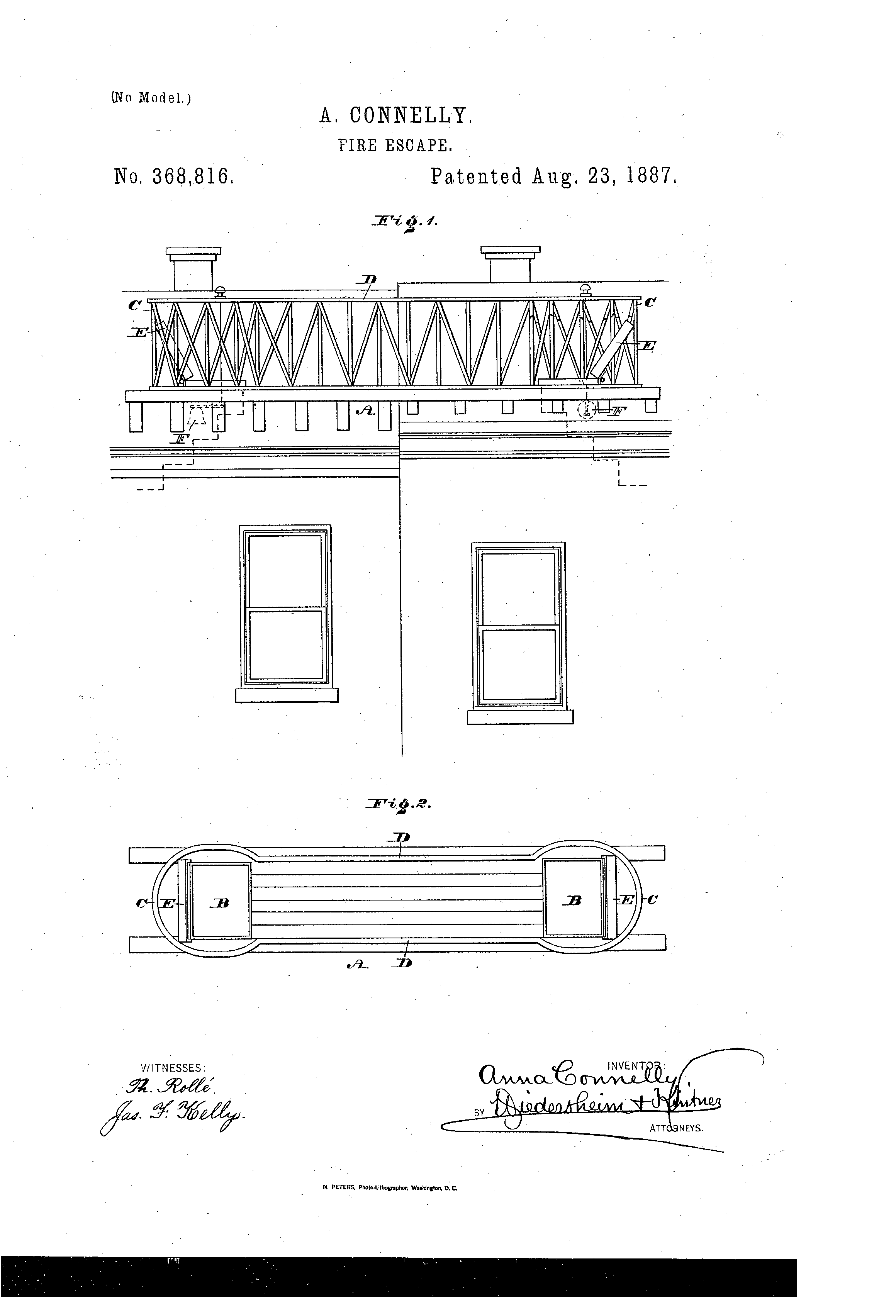
안나 코넬리의 1887년 비상 탈출구 특허 US368816A

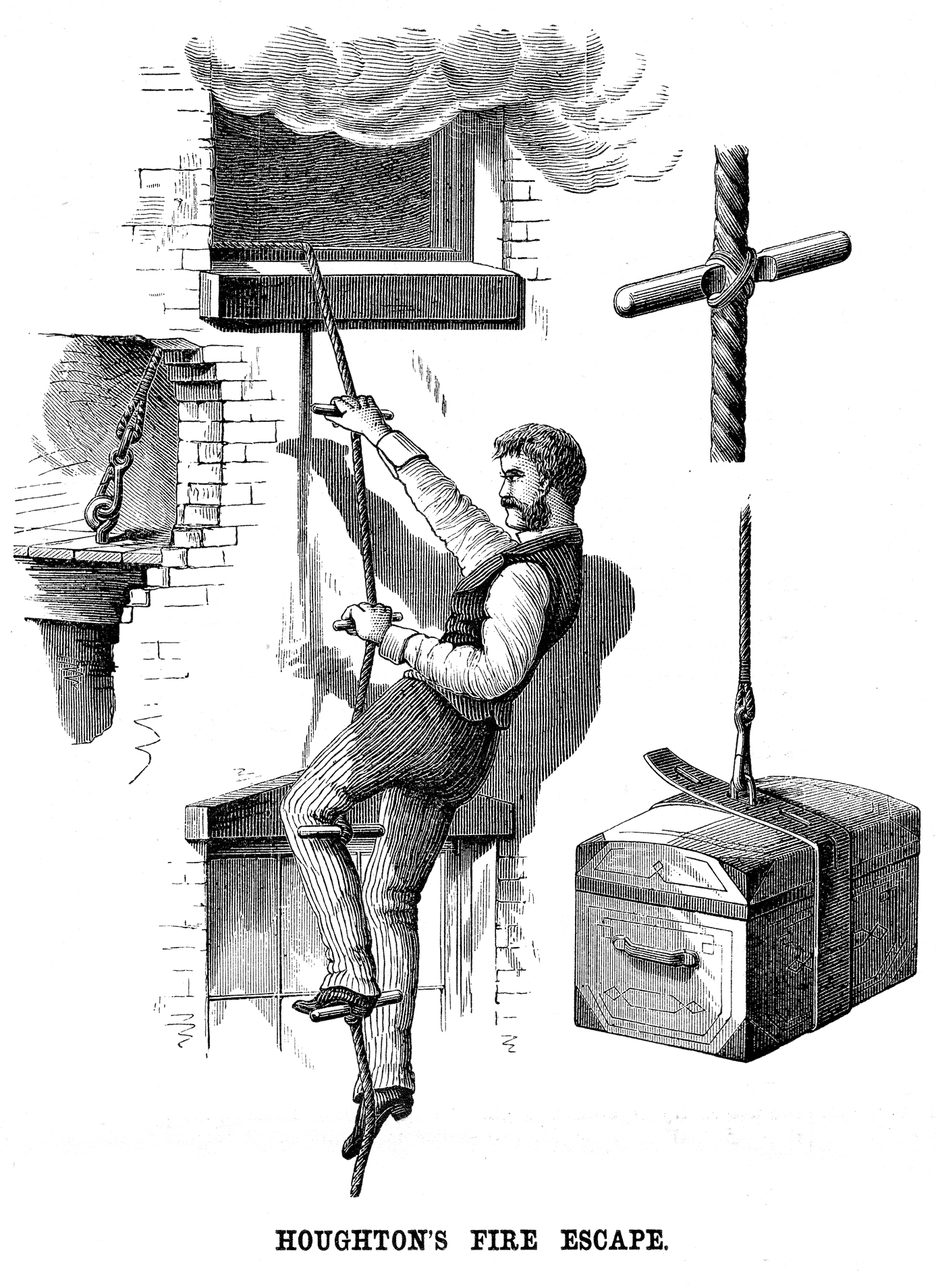
하우튼의 휴대용 비상 탈출구 1877

최초의 비상 탈출구 중 하나는 18세기 영국에서 발명되었다. 1784년 영국인 다니엘 마세레스는 창문에 고정하면 사람이 다치지 않고 거리로 내려갈 수 있는 화재 탈출기라는 기계를 발명했다. 에이브러햄 위벨은 "화재로부터 생명 보호를 위한 왕립 협회"의 감독관이 된 후 탈출 슈트를 포함한 디자인 변형을 만들었다. 최초의 현대식 비상 탈출구는 1887년 안나 코넬리가 특허를 받았다. 헨리 비어레그는 1898년 11월 8일 네브래스카주 그랜드아일랜드에서 여행하는 사업가들을 위해 설계된 미국 비상 탈출구 특허 번호 614043 (일련번호 681,672)을 받았다.
20세기 전환기에 여러 나라에서 건축법규가 더 보편화되면서, 화재 안전은 신축 건물의 중요한 관심사가 되었다. 건물주들은 점점 더 적절한 탈출 경로를 제공해야 했고, 당시에는 비상 탈출구가 가장 좋은 선택지처럼 보였다. 비상 탈출구는 저렴한 비용으로 신축 건물에 포함될 수 있을 뿐만 아니라 기존 건물에도 쉽게 추가할 수 있었다. 건축법규가 진화하고 후속 개정판에서 더 많은 안전 문제가 다루어지면서, 일정 층수 이상의 모든 건물은 두 번째 탈출 수단을 갖추어야 했고, 외부 비상 탈출구는 제2차 세계 대전 이후 기간 이전 기존 건물에 대한 개조 옵션으로 허용되었다.
1930년대에는 학교, 병원 및 기타 기관에서 개방형 철제 사다리형을 대체하여 밀폐된 튜브형 낙하식 비상 탈출구가 널리 받아들여졌다. 주요 이점은 사람들이 화재 탈출구 외에는 사용할 이유가 없었으며, 환자들은 화재 발생 시 침구 위에 눕힌 채로 미끄러져 내려갈 수 있었다는 것이다.

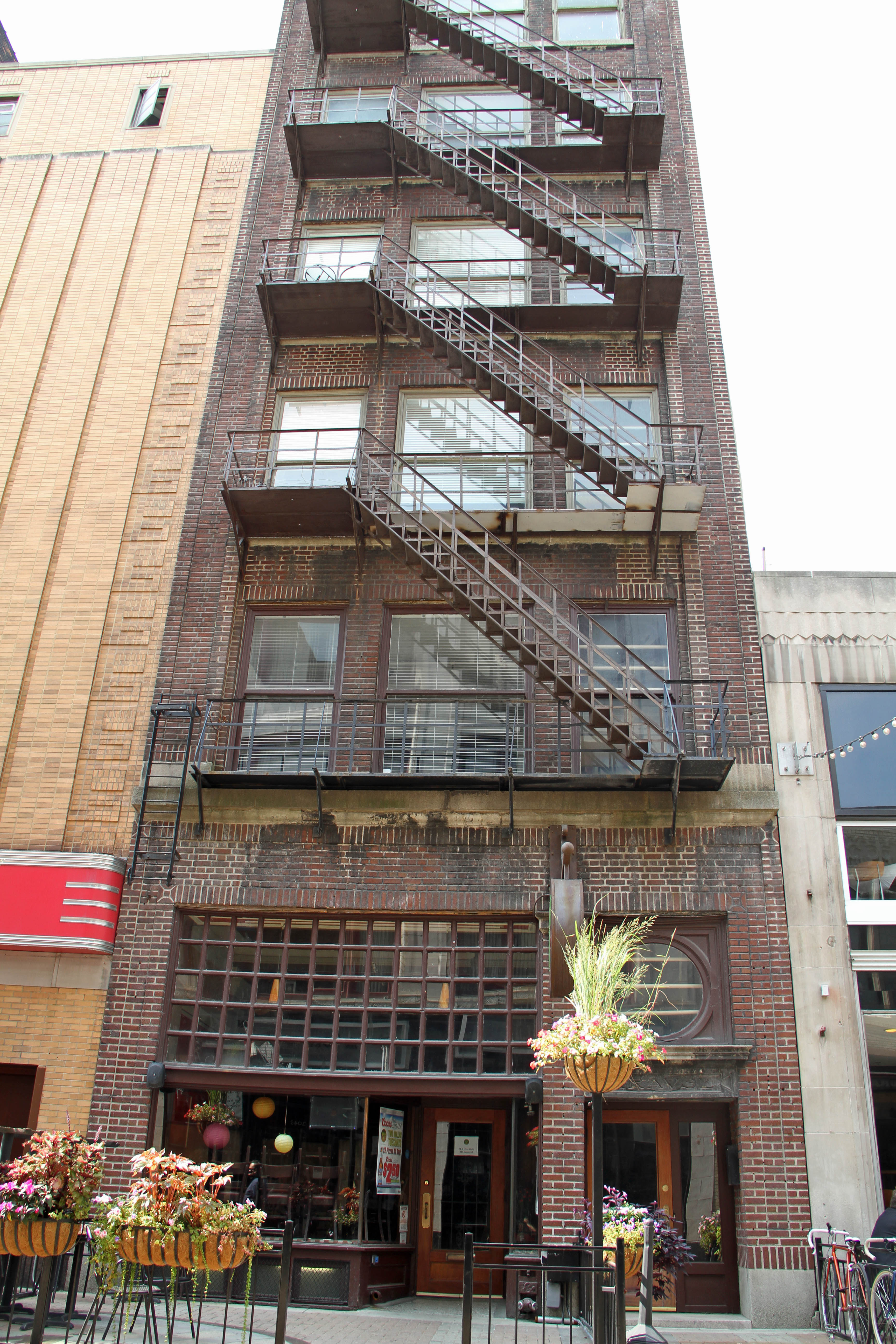
클리블랜드 이스트 4번가 크라우스 빌딩의 비상 탈출구

그러나 20세기 중반 도시 확산의 증가, 특히 1950년대와 1960년대 미국과 유럽 도시의 공영 주택 증가와 함께 비상 탈출구의 특정 문제점이 명확해졌다. 뉴욕, 보스턴, 시카고, 클리블랜드, 디트로이트, 필라델피아, 피츠버그와 같은 여러 주요 미국 도시의 빈곤 지역에서는 비상 탈출구가 의도된 목적 외에 모든 용도로 흔히 사용되었다. 일부 주민들은 비상 탈출구에 물품(의자, 자전거 또는 식물)을 놓아 구조물에 무게를 더하고 비상 탈출구의 사용을 방해했다. 더운 여름철에는 중층 아파트 건물 주민들이 비상 탈출구 플랫폼에서 잠을 자기도 했다.
비상 탈출구를 비상용이 아닌 용도로 사용하는 인기는 대중문화에서도 입증된다. 코넬 울리치의 1947년 단편 소설 "소년은 살인을 외쳤다"의 줄거리는 비상 탈출구에서 자던 소년이 이웃 아파트에서 살인 사건을 목격하는 내용이며, 이 이야기는 1949년 서스펜스 스릴러 창문으로 영화화되었다. 비상 탈출구에서 잠을 자는 관행은 앨프리드 히치콕의 1954년 영화 이창 (역시 울리치의 단편 소설을 원작으로 함)과 위지의 로어이스트사이드 사진에서도 볼 수 있다. 비상 탈출구의 대각선 그림자는 필름 느와르에서 끊임없는 모티프가 되었고, 로미오와 줄리엣의 발코니 장면은 뮤지컬 웨스트 사이드 스토리를 위해 비상 탈출구로 옮겨졌다. 비상 탈출구는 스탠리 크레이머의 1963년 코미디 매드 매드 대소동에서 볼 수 있듯이 코믹한 효과를 내는 데도 사용될 수 있었다.
비상 탈출구에 면한 창문이 있는 개별 아파트 유닛에 에어컨을 설치하는 것 또한 여름철 비상 탈출구를 거의 쓸모 없게 만든다. 이는 종종 거주자들이 법규나 지역 조례를 위반하여 설치하며, 에어컨 유닛을 창틀에 고정해야 하기 때문이다. 또한 비상 시 비상 탈출구 위나 그 위에 놓인 에어컨 유닛의 부피와 무게는 소방관과 대피자에게 추가적인 위험을 초래한다.
보스턴 헤럴드 아메리칸 사진작가 스탠리 포먼은 1975년 보스턴 화재 당시 결함 있는 비상 탈출구에서 추락하는 젊은 여성과 아이를 포착한 사진 Fire Escape Collapse로 1976년 퓰리처상을 수상했다. 이 논란의 여지가 있는 사진은 일부 관할 구역에서 더 엄격한 화재 안전 규정을 제정하게 만들었다.

## 고층 비상 탈출구
건물이 점점 더 높아짐에 따라 새로운 비상 탈출구 아이디어가 인기를 얻고 있다. 엘리베이터는 전통적으로 비상 탈출구로 사용되지 않았지만, 이제는 고층 건물과 마천루의 가능한 대피 수단으로 여겨지고 있다.

## 주거용
비상 탈출구의 사용은 국제 코드 위원회(ICC), 국제 건축 코드(IBC) 또는 국제 에너지 보존 코드에서 제공하는 표준과 같은 다양한 지역, 주 및 합의된 국제 건축 법규에 의해 규정된다. 2012 IBC와 2012 IRC는 모두 4층 이하의 주거 건물, 침실 및 거주 가능한 공간이 있는 지하실에 비상 탈출 수단으로 비상 탈출 및 구조 개구부를 요구한다.
비상 탈출구는 창문일 수 있으며, 1층 위에 승인된 사다리 또는 지상 접근이 가능한 현관이나 비상 탈출 사다리로 이어지는 문일 수 있다. 미국 주택도시개발부 (HUD)와 같은 연방 규정은 ICC 코드를 따르는 요구 사항을 가지고 있다.

## 같이 보기
- ANSI/ISEA 110-2003